# Cleghornia
Cleghornia là chi thực vật có hoa trong họ Apocynaceae.